# Barre, Massachusetts
Barre [ˈbæri] är en kommun (town) i Worcester County i delstaten Massachusetts, USA. Vid 2020 års folkräkning hade kommunen 5 530 invånare.